# 小山田信長
小山田 信長（おやまだ のぶなが、生没年不詳）は、甲斐国都留郡の国衆。『甲州郡内小山田家系図』によれば、小山田氏の13代当主で、仮名は「孫三郎」、法名「耕雲」を称したという。なお、戦国時代に小山田氏一族は仮名に「弥」に始まる名を用いていることから、「孫三郎」は「弥三郎」の誤読と考えられている。小山田氏当主・小山田弥太郎は子とされる。
『甲州郡内小山田氏系図』によれば、姉妹は甲斐国守護・武田信昌の妻となり、油川信恵・岩手縄美兄弟の生母となったという。

## 略歴

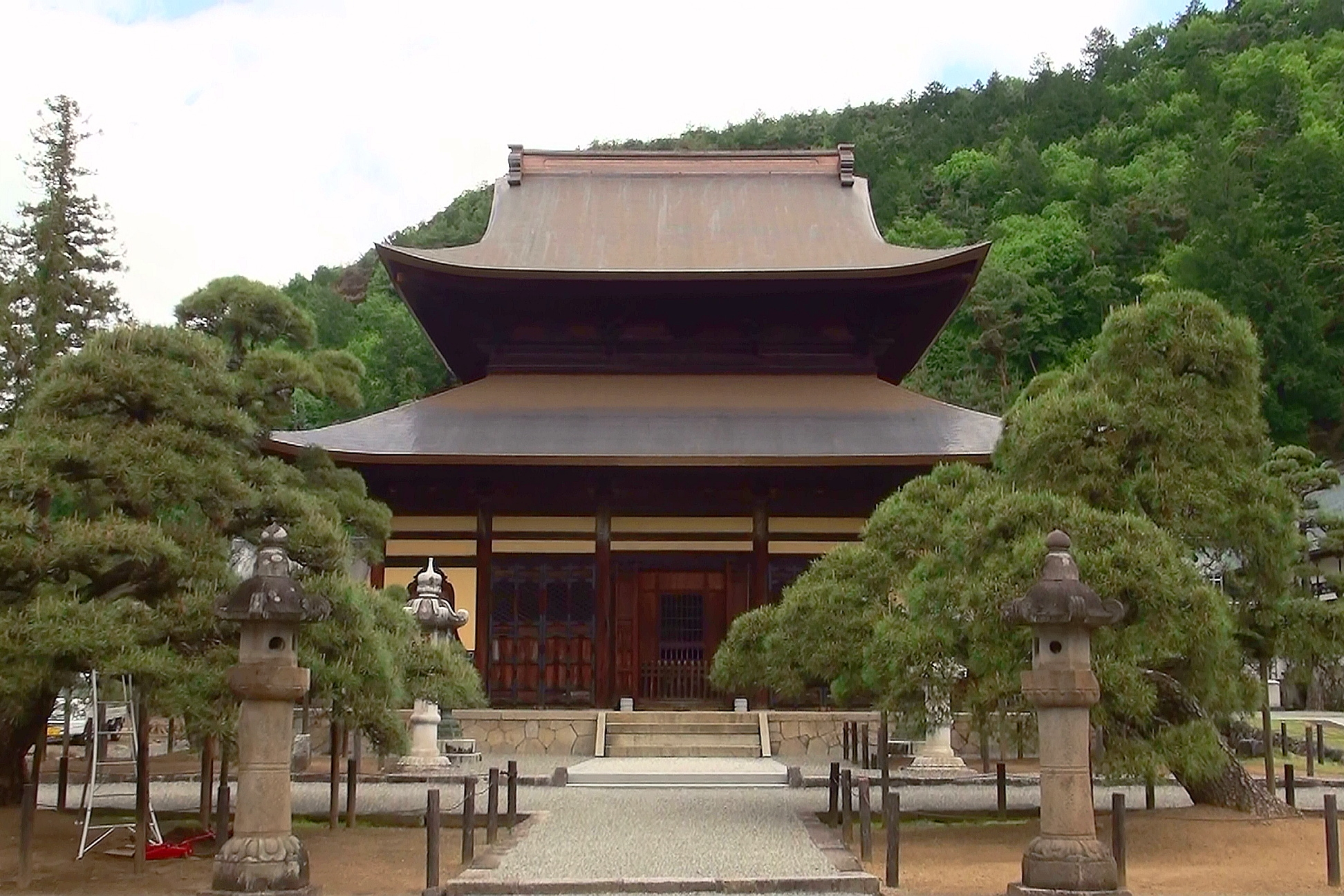
向嶽寺

室町時代には、都留郡（郡内地方）において平姓小山田氏の足跡が見られ、『鎌倉大草紙』や武田家諸系図では「平姓小山田弥二郎」の娘が甲斐守護・武田信満に嫁いだと記しており、戦国期の小山田氏当主と同様に平姓で「弥」ではじまる仮名を用いていることが注目される。
甲斐国では室町時代後期の明応年間に武田信昌の子である守護・信縄と油川信恵の間で抗争が発生し、「向嶽寺文書」によれば、信長はこれに乗じて都留郡田原郷（山梨県都留市田原）の向嶽寺（甲州市塩山上於曽）領を横領した。「向嶽寺文書」によれば、明応7年（1498年）に信縄・信恵間で和睦が成立すると、信長は明応8年（1499年）9月に横領分を向嶽寺に還付したという。信長の花押も記されており、この時点で信長は平姓を称していることが確認される。
『甲斐国志』『甲斐国社記・寺記』によれば、文明6年（1474年）には郡内の用津院（都留市金井）の開祖である「耕雲」の存在が見られる。「長生寺文書」によれば、この「耕雲」は用津院に寺領寄進を行っており、都留市の小山田氏の菩提寺である長生寺（都留市下谷）には、戦国時代の小山田氏当主・小山田信茂が元亀2年（1571年）に同寺に与えた安堵状が伝わっている。この安堵状では歴代の小山田氏当主が与えた寺領が記され、その中に「耕雲」の存在が記され、信長にあたると考えられている。また、『甲斐国志草稿』『森嶋家文書』『森嶋弥十郎其進遺稿』では実名が不詳の人物として「耕雲院公大禅定門」の存在を記し、さらにこの人物の命日を「9日」としており、これが信長にあたると考えられている。
また、『甲斐国志資料』によれば、永正17年（1520年）には現在の大月市賑岡町に所在する円通寺（現在は廃寺）の棟札の奉加者に藤原長吉・内匠助長吉・奥秋長吉・志村長吉の四名の人物が記され、いずれも「長」の一字を持っているため、信長からの偏諱であるとも考えられている。
武田氏では信昌・信縄の死後に信縄嫡男の信直（信虎）と油川信恵・岩手縄美兄弟の間で抗争が再発し、小山田氏の当主・弥太郎は信恵方に属している。これは、『甲州郡内小山田家系図』に信長の姉妹が信恵・縄美兄弟の生母となっていることが背景にあると考えられている。